# Selvasaura evasa
Selvasaura evasa — вид ящірок родини гімнофтальмових (Gymnophthalmidae). Описаний у 2021 році.

## Поширення
Ендемік Перу. Відомий з чотирьох місцевостей у регіонах Амазонас і Сан-Мартін.

## Опис
Вид можна відрізнити від двох інших видів Selvasaura тим, що у дорослих і молодих особин є кільцеподібні дорсальні луски, зазвичай обрамлені поздовжніми смугами; дорослі самці з жовтою хребцевою смугою, облямованою широкими темно-коричневими смугами з кожного боку, і безлопатевим геміпенісом, оточеним гілками sulcus spermaticus.